# 화순 송씨
화순 송씨(和順松氏)는 전라남도 화순군을 본관으로 하는 대한민국의 성씨이다.
일본에서 고아가 된 송길만(松吉晩)은 어머니를 찾아 18살의 나이로 1946년에 귀환선을 타고 대한민국 부산에 왔다. 하지만 부모의 성을 몰라 1959년 무효적자 자진신고때에 일본에서 송본씨(일본어: 松本氏 마쓰모토씨[*])로 불렸기에 성을 송씨로 신고해 화순 송씨의 시조가 되었다.

## 참고 자료
- “화순송씨(和順松氏)”. 뿌리를 찾아서.[깨진 링크(과거 내용 찾기)]